# ایستگاه متروی میدان حر
ایستگاه متروی میدان حر، یکی از ایستگاه‌های متروی تهران است که در نزدیکی میدان حر با فاصله حدود ۶۰۰ متر و در تقاطع خیابان دانشگاه جنگ و خیابان پاستور تهران قرار دارد. این ایستگاه در خط دو مترو تهران واقع شده‌است.